# William Kingdon Clifford
William Kingdon Clifford (Exeter, Devon, Anglia 1845. május 4. – Madeira, Portugália 1879. március 3.) matematikus, filozófus.

## Életpályája
Clifford kora gyermekkorától tehetségesnek mutatkozott, 15 évesen a londoni King's College tanulója lett. Itt nem csak a matematikában jeleskedett, de az angol irodalomban és a testnevelésben is. 18 évesen felvették a cambridge-i Trinity College-ba. Itt különböző díjakat nyert, többek között egyik beszédéért, amit Sir Walter Raleigh költő emlékére mondott. Másodikként végzett. (Ezt akkoriban úgy nevezték, hogy second wrangler. Voltak más híres tudósok is, akik „csak" másodikként végeztek, például Thomson és Maxwell. 1909 óta azonban nincs ilyen rangsor, a végzősöket ábécérendben teszik közzé.)
1870-ben részt vett egy olasz napfogyatkozást kutató expedíción. Szicília partjaitól nem messze hajótörést szenvedtek, de szerencsésen túlélték.
A Királyi Természettudományos Akadémia 1874-ben tagjává választotta. Eközben lelkes tagja volt a Londoni Matematikai Társaságnak, amely üléseit éppen munkahelyén, a University College-ben tartotta.
Riemann és Lobacsevszkij munkáinak hatására nemeuklideszi geometriát tanult. 1870-ben cikket írt az anyag térelméletéről (On the Space-Theory of Matter) címmel, amelyben amellett érvelt, hogy az anyag és az energia csak a tér különböző görbületei. Ezzel voltaképpen előkészíti a terepet ahhoz, hogy Einstein 1915-ben megfogalmazhassa általános relativitáselméletét.
Clifford általánosította a Hamilton-féle kvaterniók fogalmát. Ezeket ma bikvaternióknak vagy általánosított kvaternióknak hívjuk. Ezeket a nemeuklideszi térben és különböző felületeken való mozgás leírására használta. Ma  Clifford–Klein-tereknek nevezzük az általa vizsgált tereket. Megmutatta, hogy konstans görbületű felületek rendelkezhetnek egymástól különböző topológiai tulajdonságokkal. Bebizonyította továbbá, hogy a Riemann-felületek topológiailag ekvivalensek egy olyan dobozzal, amelyben lyukak vannak.
Diákjai nagyon kedvelték. Rendkívüli tudományfilozófus is volt egyben. A következő idézet tőle származik, még tanuló korából:
„A gondolat erőtlen, kivéve ha valamit önmagán kívül alkot: a gondolat, amely leigázza a világot, nem lehet elmélkedő, csakis tevékeny."
23 évesen előadást tartott A mentális fejlődés néhány feltételéről címmel. Ebben megpróbálta elmagyarázni, hogyan jönnek a tudományos felfedezések. Szerinte
„Nincs olyan tudományos felfedező, költő, festő, zeneszerző, aki ne azt mondaná, hogy felfedezését, költeményét, festményét ne készen találta volna – hogy az kívülről jön, és nem tudatos belső alkotás eredménye."
1876-ban túlhajszoltsága összeomlásba kergette. Nappal tanítással és adminisztratív teendőkkel töltötte idejét, éjjel pedig a kutatásaival foglalkozott. Hat hónapra Algériába és Spanyolországba utazott. Valamennyire rendbe jött, de másfél évvel később újra megbetegedett. Néhány újabb utazás sem tudta rendbe hozni, és 1879-ben életét vesztette.

## Munkássága
Legtöbb munkája csak halála után látott napvilágot.
- Element of Dynamics Vol. 1–2. – 1878–1879
- Lectures and Essays – 1879
- Seeing and thinking – 1879
- Common sense of the exact sciences – 1885 (Pearson fejezte be)

## További informárciók
- Életrajza az 1911encyclopedia.org oldalon